# Крейг А. Міллер
Крейг А. Міллер (англ. Craig A. Miller; нар. 18 жовтня 1962) — колишній австралійський тенісист.
Найвищу одиночну позицію світового рейтингу — 102 місце досяг 3 січня 1983, парну — 64 місце — 2 січня 1984 року.
Здобув 2 парні титули.
Найвищим досягненням на турнірах Великого шолома був півфінал в парному розряді.

## Фінали Гран-прі за кар'єру

### Парний розряд: 3 (2–1)
| Результат | W-L | Дата     | Турнір              | Покриття | Партнер      | Суперники                                   | Рахунок       |
| --------- | --- | -------- | ------------------- | -------- | ------------ | ------------------------------------------- | ------------- |
| Поразка   | 0–1 | Гру 1982 | Сідней, Австралія   | Трава    | Кліфф Летчер | Джон Александер Джон Фіцджеральд (тенісист) | 4–6, 6–7      |
| Перемога  | 1–1 | Лис 1983 | Гонконг             | Тверде   | Дрю Джітлін  | Семмі Джаммалва, мол. Стів Мейстер          | 6–2, 6–2      |
| Перемога  | 2–1 | Гру 1983 | Аделаїда, Австралія | Трава    | Ерік Шербек  | Бродерік Дайк Род Фролі                     | 6–3, 4–6, 6–4 |

## Титули на челленджерах

### Парний розряд: (2)
| Ранг | Рік  | Турнір             | Покриття | Партнер       | Суперники                 | Рахунок  |
| ---- | ---- | ------------------ | -------- | ------------- | ------------------------- | -------- |
| 1.   | 1981 | Брисбен, Австралія | Трава    | Кріс Джонстон | Бред Дрюетт Воррен Маер   | 6–4, 7–5 |
| 2.   | 1982 | Токіо, Японія      | Ґрунт    | Пет Кеш       | Брюс Дерлін Девід Мастерд | 6–2, 6–2 |